# جامعة بول الحكومية
جامعة بول الحكومية (بالإنجليزية: Ball State University)‏ هي جامعة بحثية حكومية تقع في مدينة منسي، ولاية إنديانا، الولايات المتحدة الأمريكية. وكما تعرف أيضاً باسم Ball State أو BSU ببساطة.
تقع على الجانب الشمالي الغربي من المدينة، والحرم الجامعي لجامعة بول الحكومية يمتد 731 فدان (2.96 2 كم) وتشمل مبانيها 106 مبنىً. الجسم الطلابي يتكون من أكثر من 22 ألف طالباً وطالبة، منهم ما يقرب من 4000 من طلاب الدراسات العليا. كانت في الأصل جامعة عادية، ثم نمت وتوسعت الجامعة على مر السنين. وتصنف جامعة بول الحكومية الآن حسب تصنيف كارنيجي حول مؤسسات التعليم العالي والبحث العلمي كجامعة بحثية (RU / H) Research University).
يوجد أكثر من 400 منظمة ونادي طلابي في الحرم الجامعي، منها 31 أخوية وجمعية نسائية. تتنافس فرق الجامعة الرياضية في القسم الأول من الرابطة الوطية لرياضة الجامعات وتُعرف باسم كرادلة جامعة بول الحكومية. الجامعة عضو في مؤتمر منتصف أمريكا ورابطة الغرب الأوسط للكرة الطائرة بين الكليات. في خريف 2020، شكلت الجامعة فريقًا للرياضات الإلكترونية.

## التاريخ

### 1961 – حتى الآن
في عام 1961، أصبحت بول ستايت مستقلة عن جامعة ولاية إنديانا من خلال إنشاء مجلس أمناء كلية بول ستايت. تم تغيير الاسم الرسمي للمدرسة أيضًا إلى كلية بول ستايت. وافقت الجمعية العامة لولاية إنديانا على تطوير برنامج معماري بمساعدة الدولة، وإنشاء كلية الهندسة المعمارية والتخطيط، التي افتتحت في 23 مارس 1965. افتتح مركز الإذاعة والتلفزيون (الذي أصبح اسمه الآن كلية الاتصالات والمعلومات والإعلام) في عام 1966.
كما اعتمدت الجامعة الاستدامة البيئية كمكون أساسي في الخطة الإستراتيجية للجامعة ورؤيتها. بدءًا من منتصف العقد الأول من القرن الحادي والعشرين، تم تصميم جميع إضافات وتجديدات المباني لتلبية معايير شهادة الريادة في تصميم الطاقة والبيئة (LEED). أعلنت الجامعة في عام 2009 أنها ستبدأ البناء في أكبر مشروع لتحويل الطاقة الحرارية الأرضية في تاريخ الولايات المتحدة.

## خريجون بارزون
تضم جامعة بول الحكومية حوالي 197000 خريج في جميع أنحاء العالم. ومن بين أبرز خريجي بول ستيت:
- ديفيد ليترمان، المُضيف السابق لبرنامج عرض متأخر.
- أنجيلا أهرندتس، الرئيس التنفيذي السابق لشركة بربري والمدير التنفيذي السابق لشركة أبل.
- جيم ديفيس، مبتكر شريط غارفيلد الهزلي.
- دوغ جونز ممثل.
- جويس ديويت ممثلة.
- كينت سي «أوز» نيلسون، الرئيس السابق والمدير التنفيذي لشركة يو بي إس.
- جيفري دي فيلتمان، وكيل الأمين العام للأمم المتحدة للشؤون السياسية، سفير الولايات المتحدة السابق في لبنان.
- أنجلين تشانغ، عازف البيانو الكلاسيكي الحائز على جائزة جرامي.
- جون صفرين الرئيس التنفيذي السابق لجمعية السرطان الأمريكية.
- جيسون ويتلوك، كاتب رياضي ومضيف برنامج «تتحدث عن نفسك» لبرنامج فوكس سبورتس 1.
- وبريان غالاغر، الرئيس والمدير التنفيذي لشركة يونايتد واي وورلد وايد.